# Кубок Лиманів
Кубок Лиманів — чемпіонат України з мініралі. Перегони серії проходять під егідою Автомобільної Федерації України.
Серія заснована у 2004 році, автоспортсменом з Одеси, майстром спорту Віктором Шаповаловим.

## Володарі кубку серії
| Сезон | Перший пілот        | Другий пілот      | Автомобіль        | Місто           | Команда       |
| 2004  | Сергій Фаюк         | Ігор Султанов     | Subaru Impreza    | Одеса           |               |
| 2005  | Ігор Чаповський     | Андрій Ніколаєв   | Subaru Impreza    | Одеса           |               |
| 2006  | Олександр Решетілов | Євген Міщенко     | Subaru Impreza    | Дніпропетровськ |               |
| 2007  | Юрій Протасов       | Олександр Горбік  | Subaru Impreza    | Київ            |               |
| 2009  | Олександр Фельдман  | Олександр Горбік  | Subaru Impreza    | Дніпропетровськ |               |
| 2010  | Ігор Чаповський     | Андрій Ніколаєв   | Subaru Impreza    | Одеса           |               |
| 2011  | Володимир Петренко  | Дмитро Яровенко   | Mitsubishi Lancer | Київ            | 482 Rally     |
| 2012  | Антон Кузьменко     | Кирило Несвіт     | Mitsubishi Lancer | Харків          |               |
| 2013  | Володимир Петренко  | Микола Ільницький | Mitsubishi Lancer | Київ            | 482 Rally     |
| 2014  | Володимир Петренко  | Дмитро Андрющенко | Mitsubishi Lancer | Київ            | 482 Rally     |
| 2015  | Денис Сидоров       | Микола Романов    | Mitsubishi Lancer | Вінниця, Київ   | Virtus Racing |

## Сезони

### 2013 рік
|   | Назва перегонів         | Дати проведення          | Місцезнаходження траси (штабу) | Кількість єкіпажів |
| 1 | Ралі Чорномор 2013      | 20-21 квітня, 2013 року  | АР Крим, Чорноморське          |                    |
| 2 | Ралі Миколаїв 2013      | 1-2 червня, 2013 року    | Миколаїв, Зайчівське           |                    |
| 3 | Ралі Куяльник 2013      | 29-30 липня, 2013 року   | Одеса, Северинівка             |                    |
| 4 | Ралі Експресс-Авто 2013 | 27-28 серпня, 2013 року  | Миколаїв, Капустине            |                    |
| 5 | Ралі Донбас 2013        | 28-29 вересня, 2013 року | Харцизьк                       |                    |